# Ječný vrch
Ječný vrch (tyska: Gerstenberg) är en kulle i Tjeckien.   Den ligger i regionen Ústí nad Labem, i den norra delen av landet, 100 km norr om huvudstaden Prag. Toppen på Ječný vrch är 502 meter över havet.